# キリスト教社会党 (ベルギー)
キリスト教社会党（ドイツ語: Christlich-Soziale Partei、略称CSP）は、ベルギーの政党。ワロン地域のドイツ系住民のキリスト教民主主義政党。なお名称から受ける印象とは異なり、キリスト教社会主義政党ではない（他にドイツのキリスト教社会同盟が保守主義政党であるが「社会」を党名に入れている）。
1972年創設。ベルギーではドイツ系住民は主にワロン地域に居住するので、同地域のフランス語系住民のキリスト教民主主義政党である民主人道主義中道派と共同歩調をとっている。現在、連邦議会には代議院（下院）・元老院（上院）とも議席を持たないが、ワロン地域議会には議席を持つほか、ドイツ語共同体に特別の議席割り当てがある欧州議会にも1議席を持つ。ドイツ語共同体議会では第2党である。
ヨーロッパレベルでは欧州人民党に、世界レベルでは中道民主インターナショナルに加盟している。

## 備考
ワロン地域の政党、民主人道主義中道派も、2002年に改名する前はキリスト教社会党（フランス語:Parti Social Chrétien）を名乗っていた。